# Rajajoki härad
Rajajoki härad, före 1937 Äyräpää härad, var ett härad i Viborgs län. Häradets område avträddes i sin helhet till Sovjetunionen efter fortsättningskriget.
Ytan (landsareal) var 2652,9 km² 1910; häradet hade 31 december 1908 50.975 invånare med en befolkningstäthet av 19,1 inv/km².

## Ingående kommuner
De ingående landskommunerna var 1910 som följer:
- Heinjoki
- Mola, finska: Muolaa
- Kivinebb, finska: Kivennapa
- Rautus, finska: Rautu
- Valkjärvi

Äyräpää kommun bildades 1926 ur delar av Mola och Vuoksela kommuner. Kyyrölä uppgick 1934 i Mola.
1937 överfördes Mola, Äyräpää och Heinjoki till det nybildade Viborgs härad. Den återstående delen av Äyräpää härad bytte namn till Rajajoki härad.